# Santa Rosa (Anzoátegui)
Pour les articles homonymes, voir Santa Rosa.
Santa Rosa, ou Santa Rosa de Ocopia, est la capitale de la paroisse civile de Santa Rosa de la municipalité de Pedro María Freites dans l'État d'Anzoátegui au Venezuela.